# Módulo (matemática)
En matemáticas, un módulo es una de las estructuras algebraicas fundamentales usadas en álgebra abstracta. Un módulo sobre un anillo es una generalización de la noción de espacio vectorial sobre un cuerpo, donde los correspondientes escalares son los elementos un anillo (con identidad) arbitrario y donde está definida una multiplicación (a la izquierda y/o a la derecha) entre elementos del anillo y elementos del módulo.
Al igual que un espacio vectorial, un módulo es un grupo abeliano aditivo, y la multiplicación escalar es distributiva sobre la operación de suma entre elementos del anillo o módulo y es compatible con la multiplicación anular.
Los módulos están estrechamente relacionados con la teoría de representación de grupos. Son una de las nociones centrales del álgebra conmutativa y del álgebra homológica y se usan en la geometría algebraica y la topología algebraica.

## Introducción y definición

### Motivación
En un espacio vectorial, el conjunto de escalares es un cuerpo y actúa sobre los vectores por multiplicación escalar, sujeto a ciertos axiomas como la ley distributiva. En un módulo, los escalares sólo necesitan ser un anillo, por lo que el concepto de módulo representa una generalización significativa. En álgebra conmutativa, tanto los ideales como los  anillos cocientes son módulos, de modo que muchos argumentos sobre ideales o anillos cocientes pueden combinarse en un único argumento sobre módulos. En álgebra no conmutativa, la distinción entre ideales izquierdos, ideales y módulos se hace más pronunciada, aunque algunas condiciones teóricas de anillos pueden expresarse tanto sobre ideales izquierdos como sobre módulos izquierdos.
Gran parte de la teoría de módulos consiste en extender tantas propiedades deseables de los espacios vectoriales como sea posible al reino de los módulos sobre un anillo "bien comportado", como un dominio de ideales principales. Sin embargo, los módulos pueden ser bastante más complicados que los espacios vectoriales; por ejemplo, no todos los módulos tienen una base, e incluso los que la tienen, módulo libre, no necesitan tener un rank único si el anillo subyacente no satisface la condición de número de base invariante, a diferencia de los espacios vectoriales, que siempre tienen una base (posiblemente infinita) cuya cardinalidad es entonces única. (Estas dos últimas afirmaciones requieren el axioma de elección en general, pero no en el caso de espacios finito-dimensionales, o ciertos espacios infinito-dimensionales bien comportados como Lps).

### Definición formal
Sea {\displaystyle R} un anillo con identidad y sea {\displaystyle 1_{R}} su identidad multiplicativa. Un {\displaystyle R}-módulo izquierdo {\displaystyle M} es un  grupo abeliano {\displaystyle (M,+)} y una operación {\displaystyle \cdot :R\times M\to M} tal que para cualesquiera {\displaystyle r,s\in R}, {\displaystyle x,y\in M}, se tiene
1. {\displaystyle (rs)x=r(sx)}
2. {\displaystyle (r+s)x=rx+sx}
3. {\displaystyle r(x+y)=rx+ry}
4. {\displaystyle 1x=x}

Generalmente, se escribe simplemente "un {\displaystyle R}-módulo izquierdo {\displaystyle M}" o {\displaystyle R_{M}}.
Algunos autores[cita requerida] omiten la condición 4 en la definición general de módulos izquierdos, y llaman a las estructuras definidas antes "módulos izquierdos unitales". En este artículo sin embargo, todos los módulos (y todos los anillos) se presuponen unitales. Por lo general, para módulos, en la mayoría de los textos se considera la condición 4, mientras que para anillos no se supone que exista elemento unidad, excepto que se diga lo contrario.
Un {\displaystyle R}-módulo derecho de {\displaystyle M} o {\displaystyle M_{R}} se define de forma semejante, sólo que el anillo actúa por la derecha, es decir se tiene una multiplicación escalar de la forma {\displaystyle M\times R\to M}, y los tres axiomas antedichos se escriben con los escalares {\displaystyle r} y {\displaystyle s} a la derecha de {\displaystyle x} e {\displaystyle y}.
Si R es conmutativo, entonces los R-módulos a la izquierda son lo mismo que R-módulos a la derecha y se llaman simplemente R-módulos.

## Ejemplos
- Si K es un cuerpo, entonces los conceptos "K-espacio vectorial" y K-módulo son idénticos.

- Cada grupo abeliano M es un módulo sobre el anillo de los números enteros Z si se define nx = x + x +... + x (n sumandos) para n > 0, 0 x = 0, y (- n) x = - (nx) para n < 0.

- Si R es cualquier anillo y n un número natural, entonces el producto cartesiano Rn es un módulo izquierdo y derecho sobre R si se utilizan las operaciones componente a componente. El caso n = 0 da el trivial R-módulo {0} que consiste solamente en el elemento identidad (aditiva).

- Si X es una variedad diferenciable, entonces las funciones diferenciables de X a los números reales forman un anillo R. El conjunto de todos los campos vectoriales diferenciables definidos en X forman un módulo sobre R, y lo mismo con los campos tensoriales y las formas diferenciales en X.

- Las matrices cuadradas n-por-n con entradas reales forman un anillo R, y el espacio euclidiano R n es un módulo izquierdo sobre este anillo si se define la operación de módulo vía la multiplicación de matrices.

- Si R es cualquier anillo e I es cualquier ideal izquierdo en R, entonces I es un módulo izquierdo sobre R. Análogamente, por supuesto, los ideales derechos son módulos derechos.

- Si Mn(R) es el anillo de n × n matrices sobre un anillo R, M es un módulo Mn(R), y ei es la matriz n × n con 1 en la (i, i)-entrada (y ceros en otros lugares), entonces eiM es un R-módulo, ya que reim = eirm' ∈ eiM. Así que M se descompone como la suma directa de R-módulos, M = e1M ⊕ ... ⊕ enM. A la inversa, dado un R-módulo M0, entonces M0⊕n es un Mn(R)-módulo.

De hecho, la categoría de R-módulos y la categoría de Mn(R)-módulos son equivalentes. El caso especial es que el módulo M sea simplemente R como módulo sobre sí mismo, entonces Rn es un módulo Mn(R)-.
- Si S es un conjunto no vacío, M es un módulo izquierdo de R, y MS es la colección de todas las funciones f : S → M, entonces como suma y multiplicación escalar en MS definidas puntualmente por (f + g)(s) = f(s) + g(s) y (rf)(s) = rf(s), MS es un módulo R-izquierdo.  El caso del módulo R derecho es análogo.  En particular, si R es conmutativo entonces la colección de homomorfismos de módulos R h : M → N (véase más adelante) es un módulo R (y de hecho un submódulo de NM).

- Si X es una variedad diferenciable, entonces las  funciones lisas de X a los  números reales forman un anillo C∞(X). El conjunto de todos los campos vectoriales suaves definidos en X forma un módulo sobre C∞(X), y lo mismo ocurre con los  campos tensoriales y las formas diferenciales en X.  Más generalmente, las secciones de cualquier  haz vectorial forman un módulo proyectivo sobre C∞(X), y por teorema de Swan, todo módulo proyectivo es isomorfo al módulo de secciones de algún haz; la categoría de módulos de C∞(X) y la categoría de haces vectoriales sobre X son equivalentes.
- Si R es un anillo cualquiera e I es un ideal izquierdo cualquiera de R, entonces I es un módulo izquierdo de R, y análogamente los ideales derechos de R son módulos derechos de R.
- Si R es un anillo, podemos definir el  anillo opuesto Rop que tiene el mismo  conjunto subyacente y la misma operación de suma, pero la multiplicación opuesta: si ab = c en R, entonces ba = c en Rop.  Cualquier módulo izquierdo de R M puede verse entonces como un módulo derecho sobre Rop, y cualquier módulo derecho sobre R puede considerarse un módulo izquierdo sobre Rop.
- Los módulos sobre un álgebra de Lie son, en álgebra asociativa, módulos sobre su álgebra universal envolvente.
- Si R y S son anillos con un homomorfismo de anillos φ : R → S, entonces todo módulo S M es un módulo R definiendo rm = φ(r)m. En particular, el propio S es un módulo R de este tipo.

## Submódulos y homomorfismos
Suponga que M es un R-módulo izquierdo y N es un subgrupo de M. Entonces N es un submódulo (o R-submódulo, para ser más explícito) si, para cualquier n en N y cualquier r en R, el producto rn está en N (o el nr para un módulo derecho).
Si M y N son R - módulos, entonces una función f: M → N es un homomorfismo de R - módulos si, para cualquier m, n en M y r, s en R,
f (rm + sn) = rf(m) + sf(n).
Esto, como cualquier homomorfismo de objetos matemáticos, es precisamente una función que preserva la estructura de los objetos.
Un homomorfismo biyectivo de módulos es un isomorfismo de módulos, y los dos módulos se llaman isomorfos. Dos módulos isomorfos son idénticos para todos los propósitos prácticos, diferenciándose solamente en la notación para sus elementos.
El núcleo de un homomorfismo de módulos f: M → N es el submódulo de M que consiste en todos los elementos que son enviados a cero por f. Los teoremas de isomorfía familiares de grupos abelianos y de espacios vectoriales son también válidos para R-módulos.
Los R-módulos izquierdos, junto con sus homomorfismos de módulo, forman una categoría, escrita como RMod. Esta es una categoría abeliana.
Un homomorfismo biyectivo de módulo f : M → N} se llama un isomorfismo de módulo, y los dos módulos M y N se llaman isomorfos'. Dos módulos isomorfos son idénticos a todos los efectos prácticos, diferenciándose únicamente en la notación de sus elementos.
El núcleo de un homomorfismo de módulo f : M → N es el submódulo de M formado por todos los elementos que son enviados a cero por f, y la image de f es el submódulo de N formado por los valores f(m) para todos los elementos m de M. Los teoremas de isomorfismos conocidos de grupos y espacios vectoriales también son válidos para módulos R.
Dado un anillo R, el conjunto de todos los módulos izquierdos de R junto con sus homomorfismos de módulo forman una categoría abeliana, denotada por R-Mod'.

## Tipos de módulos
Algunas propiedades destacadas en la teoría de módulos dan nombre a los siguientes tipos de módulos:
- Finitamente generado. Un módulo M es finitamente generado si existe un número finito de elementos x1..., xn en M tales que cada elemento de M es una combinación lineal de esos elementos con coeficientes del anillo escalar R.
- Libre. Un módulo libre es un módulo que tiene una base libre, o equivalentemente, uno que es isomorfo a una suma directa de copias del anillo escalar R. Estos son los módulos que se comportan parecido a los espacios vectoriales.
- Proyectivo. Los módulos proyectivos son sumandos directos de módulos libres y comparten muchas de sus propiedades deseables.
- Inyectivo. Los módulos inyectivos se definen dualmente a los módulos proyectivos.
- Simple. Un módulo simple S es un módulo que no es {0} cuyos únicos submódulos son {0} y S. Los módulos simples a veces se llaman irreducibles.
- Indescomponible. Un módulo indescomponible es un módulo diferente a cero que no se puede escribir como una suma directa de dos submódulos diferentes a cero. Cada módulo simple es indescomponible.
- Fiel. Un módulo fiel M es uno donde la acción de cada r (distinto de cero) en R es no trivial (es decir, existe algún m en M tal que rm ≠ 0). Equivalente, el anulador de M es el ideal cero.
- Noetheriano. Un módulo noetheriano es un módulo tal que cada submódulo es finitamente generado. Equivalente, cada cadena creciente de submódulos llega a ser estacionaria en finitos pasos.
- Artiniano.  Un módulo artiniano es un módulo en el cual cada cadena decreciente de submódulos llega a ser estacionaria en finitos pasos.
- Graduado: Un  módulo graduado es un módulo con una descomposición como suma directa M = ⨁x Mx sobre un  anillo graduado R = ⨁x Rx tal que RxMy ⊂ Mx+y para todo x e y.
- Uniforme: Un módulo uniforme es un módulo en el que todos los pares de submódulos distintos de cero tienen intersección distinta de cero.

## Definición alternativa como representaciones
Si M es un R-módulo izquierdo, entonces la acción de un elemento r en R se define como la función M → M que envía cada x al rx (o al xr en el caso de un módulo derecho), y es necesariamente un endomorfismo de grupo del grupo abeliano (M, +). El conjunto de todos los endomorfismos de grupo de M es denotado EndZ(M) y forma un anillo bajo la adición y composición, y enviando un elemento r del anillo R a su acción define realmente un homomorfismo de anillo de R a EndZ(M).
Tal del homorfismo R del anillo → EndZ(M) se llama una representación de R en el grupo abeliano M; una manera alternativa y equivalente de definir R-módulos izquierdos es decir que un R-módulo izquierdo es un grupo abeliano M junto con una representación de R en él.
Una representación se llama fiel si y solamente si la función R → EndZ(M) es inyectiva. En términos de módulos, esto significa que si r es un elemento de R tal que rx = 0 para todo x en M, entonces r = 0. Cada grupo abeliano es un módulo fiel sobre los números enteros o sobre una cierta aritmética modular Z/n Z.

## Nociones adicionales

### Relación con la teoría de representaciones
Una representación de un grupo G sobre un campo k es un módulo sobre el anillo de grupo k[G].
Si M es un módulo izquierdo de R, entonces la acción de un elemento r en R se define como el mapa M → M que envía cada x a rx (o xr en el caso de un módulo derecho), y es necesariamente un endomorfismo de grupo del grupo abeliano (M, +).  El conjunto de todos los endomorfismos de grupo de M se denota EndZ(M) y forma un anillo bajo adición y composición, y el envío de un elemento de anillo r de R a su acción define realmente un homomorfismo de anillo de R a EndZ(M).
Tal homomorfismo de anillo R → EndZ(M) se llama una representación de R sobre el grupo abeliano M; una forma alternativa y equivalente de definir los módulos izquierdos de R es decir que un módulo izquierdo de R es un grupo abeliano M junto con una representación de R sobre él. Tal representación R → EndZ(M) también puede llamarse una acción de anillo de R sobre M.
Una representación se llama fiel si y sólo si el mapa R → EndZ(M) es inyectivo. En términos de módulos, esto significa que si r es un elemento de R tal que rx = 0 para todo x en M, entonces r = 0. Todo grupo abeliano es un módulo fiel sobre los enteross o sobre algún anillo de enteros módulo n, Z/nZ.

### Generalizaciones
Cualquier anillo R se puede ver como categoría preaditiva con un solo objeto. Con esta comprensión, un R-módulo izquierdo es un funtor aditivo (covariante) de R a la categoría Ab grupos abelianos. Los R-módulos derechos son funtores aditivos contravariantes. Esto sugiere que, si C es cualquier categoría preaditiva, un funtor aditivo covariante de C a Ab sea considerado un módulo izquierdo generalizado sobre C; estos funtores forman una categoría de funtores C-Mod que es la generalización natural de la categoría de módulos R-Mod.
Los módulos sobre anillos conmutativos se pueden generalizar en una dirección distinta: tome un espacio anillado (X, OX) y considere los haces de OX-módulos. Estos forman una categoría OX-Mod. Si X tiene solamente un punto, entonces esto es una categoría de módulo en el viejo sentido sobre el anillo conmutativo OX(X).